# Idioma yalë
El idioma yalë, también conocido como nagatman, es una lengua aislada del noroeste de Papúa Nueva Guinea. Tenía unos 600 hablantes en 1991, de los cuales un 5% son monolingües.